# 勒塔扬梅多克
勒塔扬梅多克（法語：Le Taillan-Médoc，法語發音：[lə tajɑ̃ medɔk]）是法国吉伦特省的一个市镇，属于波尔多区。

## 地理
勒塔扬梅多克（44°54'16"N, 0°40'11"W）面积15.16 平方千米，位于法国新阿基坦大区吉倫特省，该省份为法国西南部沿海省份，是法國本土面积最大的省，北起滨海夏朗德省，西临大西洋，南至朗德省，东南接洛特-加龍省，东临多爾多涅省。
与勒塔扬梅多克接壤的市镇（或旧市镇、城区）包括：勒皮扬梅多克、布朗克福尔、圣梅达尔昂雅勒、埃西讷、勒阿扬、圣欧班德梅多克。

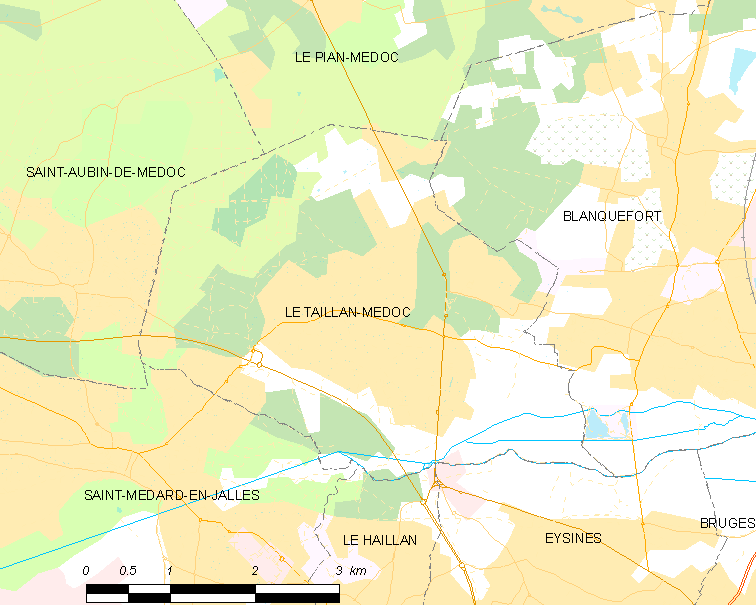
勒塔扬梅多克的OSM定位图

勒塔扬梅多克的时区为UTC+01:00、UTC+02:00（夏令时）。

## 行政
勒塔扬梅多克的邮政编码为33320，INSEE市镇编码为33519。

## 政治
勒塔扬梅多克所属的省级选区为圣梅达尔昂雅勒县。

## 人口

1962-2008年间勒塔扬梅多克人口变化图示

勒塔扬梅多克于2022年1月1日时的人口数量为10966人。